# دنیل بارکر (بازیکن فوتبال)
دنیل بارکر (انگلیسی: Daniel Barker؛ زادهٔ ۳۰ ژانویهٔ ۱۹۸۷) بازیکن فوتبال اهل بریتانیا است.
از باشگاه‌هایی که در آن بازی کرده‌است می‌توان به باشگاه فوتبال تیورتون تاون و باشگاه فوتبال یئوویل تاون اشاره کرد.
وی همچنین در تیم ملی فوتبال جزایر ویرجین بریتانیا بازی کرده‌است.